# Puy-de-Dôme
Puy-de-Dôme é um departamento da França localizado na região Auvérnia-Ródano-Alpes. Sua capital é a cidade de Clermont-Ferrand e o ponto mais elevado o Puy de Sancy, com 1886 metros.

## Turismo
O departamento do Puy-de-Dôme é desde já famoso pelos seus vulcões inactivos, entre os quais o Puy de Dôme cuja altitude é superior a 1460 metros, e o Puy de Sancy, perfeitos para dar uns passeios, praticar BTT ou até desportos aéreos. Aliás, o parque natural regional dos vulcões é o mais importante dos 40 parques franceses. Também, desde 2002, Vulcania, parque europeu do vulcanismo, permite melhor compreender a história e o funcionamento dos vulcões. Este relevo vulcânico oferece também inúmeros lagos para a pesca e outras actividades.
O departamento dispõe de um património riquíssimo :
- aldeias com história importante
- igrejas de estilo românico (cerca de 250) tal como a Notre-Dame du Port em Clermont-Ferrand
- castelos do período medieval : Chazeron, Murol, Tournoël, etc.
- museus : museu do papel Richard de Bas em Ambert, etc.
- desportos, com a equipa de rugby ASM, a equipa de basquetebol de Clermont ou do Clermont Foot Auvergne que joga na segunda liga francesa (este ano 2007/2008).

## Capital de distrito (préfecture)
- Clermont-Ferrand

## Sub-divisões administrativas (sous-préfectures)
- Ambert
- Issoire
- Riom
- Thiers

## Comunas
- Auzat-sur-Allier
- Auzelles
- Blanzat
- Cébazat
- Chamalières
- Gerzat
- Godivelle
- Lempdes
- Lezoux